# Borovskoje šosse (stanice metra v Moskvě)
Borovskoje šosse (rusky Боровское шоссе) je stanice moskevského metra na Kalininsko-Solncevské lince, která byla zprovozněna dne 30. srpna 2018 v rámci úseku Ramenki - Rasskazovka. Je pojmenována po přilehlé silnici. 

## Charakter stanice
Stanice Borovskoje šosse se nachází na hranici čtvrtí Novo-Peredělkino (Ново-Переделкино) a Solncevo (Солнцево) v blízkosti Borovského šosse jižně od jeho křížení s Prirečnou ulicí (Приречная улица). 
Stanice disponuje dvěma podzemními vestibuly, jihozápadním a severovýchodním.  Z nich je možné dostat se jak na obě strany Borovského šosse tak i k Prirečné ulici a 7. mikrorajonu Solnceva. Vstupní pavilony jsou v oranžové a šedé barvě. Stanice se stane základem pro dopravně-přestupní uzel, který kromě stanice metra bude zahrnovat zastávky veřejné dopravy, záchytné parkoviště, objekty občanské vybavenosti a společenské a komerční prostory.  
Design stanice se odkazuje na přilehlou silnici, podle které je stanice pojmenována. Vzhled stanice určuje kontrastní kombinace jasně oranžových prvků a pozadí v odstínech šedé. Osvětlení má připomínat městské lucerny, vroubkovaný strop dálnici po dešti a dekorativní lampy auta jedoucí vysokou rychlostí.  